# Kluyveromyces lactis
Kluyveromyces lactis é uma espécie de fungo ascomiceto muito usada para estudos genéticos e aplicações industriais.
O Kluyveromyces lactis é um fungo que faz fermentação e tem a habilidade de assimilar a lactose e a converter em ácido láctico. Por ser de uma espécie usada como modelo em estudos genéticos, o genoma de Kluyveromyces lactis foi publicado em 2004.